# Arvier

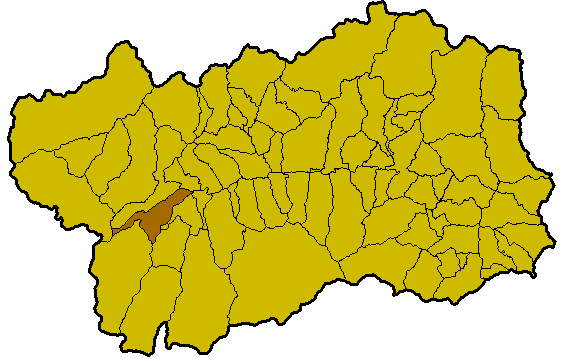
Ubicación del municipio de Arvier en el Valle de Aosta.

Arvier (en francoprovenzal Arviér) es una localidad italiana de la provincia de Aosta, región de Valle de Aosta, con 884 habitantes.

## Evolución demográfica
| Gráfica de evolución demográfica de Arvier entre 1861 y 2001 |
|                                                              |
| Fuente ISTAT - elaboración gráfica de Wikipedia              |